# Oxypora crassispinosa
Oxypora crassispinosa là một loài san hô trong họ Pectiniidae. Loài này được Nemenzo mô tả khoa học năm 1979.